# Egitio
Egitio (en griego, Αγίτιον) es el nombre de una antigua ciudad griega de Etolia.
Tucídides la menciona en el marco de la guerra del Peloponeso. La sitúa en una zona alta, a ochenta estadios del mar y comenta que fue tomada por el ejército ateniense bajo el mando de Demóstenes el año 426 a. C. y sus habitantes escaparon y se instalaron en las colinas próximas. Los etolios acudieron a ayudar a los habitantes de Egitio y mediante una táctica de persecuciones y repliegues pusieron en fuga a los atenienses.